# Pro Evolution Soccer 2013
Pro Evolution Soccer 2013 (сокращенно PES 2013) — мультиплатформенная видеоигра в жанре спортивного симулятора из серии Pro Evolution Soccer от компании Konami, является тринадцатой в серии PES и десятой, выходящей на ПК. Официально игра была анонсирована 30 марта 2012 года. Демоверсия была выпущена разработчиками 25 июля 2012 года. В Европе полная версия вышла 20 сентября 2012, в Великобритании была выпущена только 21 сентября, а в Северной Америке только 25 сентября. В роли для обложки Криштиану Роналду, выступающий главным символом PES.

## Геймплей
Все главные особенности PES 2013 разбиты на три части.
- FullControl — обеспечивает полную свободу перемещения по виртуальному футбольному полю, возможность варьировать стиль первого касания и «вручную» управлять передачей мяча и ударами по воротам. Кроме того, усовершенствован дриблинг, теперь его темп больше соответствует реальному. При помощи всего пары кнопок можно изменять скорость ведения мяча, пробрасывать его мимо соперника и подхватывать вновь, закрывать корпусом, пока товарищи по команде не откроются для паса. Столь же полный контроль обеспечивается и при защите.
- Player ID — отвечает за поведение воссозданных в игре звезд футбола: они целиком и полностью копируют своих реальных прототипов. Практически это реальные копии футболистов.
- ProActive AI — создаёт глубокую реалистичность происходящего на футбольном поле. Благодаря улучшенному искусственному интеллекту и новой анимации вратари лучше ловят мячи, чем в прошлой части, а полевые игроки быстро принимают тактически верные решения и лучше держат оборону.

## Системные требования
Минимальные системные требования:
- Операционная система: Windows XP SP3, Vista SP2, 7;
- Процессор: Intel Pentium IV-процессор 2,4 GHz или эквивалентный процессор;
- Оперативная: память: 1GB RAM;
- Видеокарта: NVIDIA GeForce 6600 или AMD ATI Radeon x1300. Pixel/Vertex Shader 3.0 und и VRAM 128 MB DirectX 9.0c совместимая видеокарта.

Рекомендуемые системные требования:
- Операционная система: Windows XP SP3, Vista SP2, 7;
- Процессор: Intel Core2 Duo 2,0 GHz или эквивалентный процессор;
- Оперативная память: 2GB RAM;
- Видеокарта: NVidia GeForce 7900, AMD ATI Radeon HD2600 и выше. Pixel/Vertex Shader 3.0 и VRAM 512 MB DirectX 9.0c совместимая видеокарта.

## Режимы игры
Разработчики обещают, что режим «Football Life» стал ещё лучше, чем в PES 2012 . В одном из видео эпизодов игры можно было увидеть, что в режиме «Стань Легендой» можно было купить за деньги всякие вещи вплоть до тренажера.

## Разное
- В игре представлены Лига чемпионов УЕФА, Лига Европы УЕФА, Кубок Либертадорес
- В игре представлены 20 полностью лицензированных стадионов Испании, некоторые из которых доступны в одном из DLC
- Одна из главных особенностей игры — индивидуальный стиль футболистов, который впервые представлен в этой серии. У 50 знаменитых футболистов с помощью захвата движений присутствуют уникальные удары, стиль бега и т. п.

## Содержимое игры
- Жирным текстом выделены новые команды и соревнования, добавленные в лицензированной форме в серию PES 2013

Бесплатная демоверсия доступна на сайте Pro Evolution Soccer 2013.

## Отзывы
| Сводный рейтинг    | Сводный рейтинг                                      |
| Агрегатор          | Оценка                                               |
| ------------------ | ---------------------------------------------------- |
| GameRankings       | (PS3) 81,55 % (X360) 80,42 % (PC) 72,50 % (Wii) 55 % |
| Metacritic         | (PS3) 82/100 (X360) 82/100 (PC) 80/100 (Wii) 60/100  |
| Иноязычные издания |                                                      |
| Издание            | Оценка                                               |
| Eurogamer          | 9/10                                                 |
| Game Informer      | 8,75/10                                              |
| GameRevolution     | [ 11 ]                                               |
| GameSpot           | 8/10                                                 |
| GameTrailers       | 8,5/10                                               |
| IGN                | 8,5/10                                               |
| Joystiq            | [ 15 ]                                               |
| PC Gamer (UK)      | 65 %                                                 |
| Digital Spy        | [ 17 ]                                               |
| The Guardian       | [ 18 ]                                               |
| OXMUK              | 8/10                                                 |
| PSM                | 8/10                                                 |

PES 2013 получила положительные отзывы, в отличие от версии для Wii, которая подверглась жесткой критики.